# Nakatomi (Yamanashi)
Pour les articles homonymes, voir Nakatomi.
Nakatomi (中富町, Nakatomi-chō) est un ancien bourg de la préfecture de Yamanashi, ayant existé jusqu'au 13 septembre 2004, date de sa fusion avec les bourgs de Shimobe et Minobu pour former le nouveau bourg de Minobu. Il faisait partie du district de Minamikoma.

## Géographie

### Topographie et hydrographie
Situé au sud-ouest de la préfecture, Nakatomi est situé au centre du district de Minamikoma, dans une région vallonnée à l'ouest du fleuve Fuji. Elle fait une superficie de 43,37 kilomètres carrés. 

### Villes limitrophes

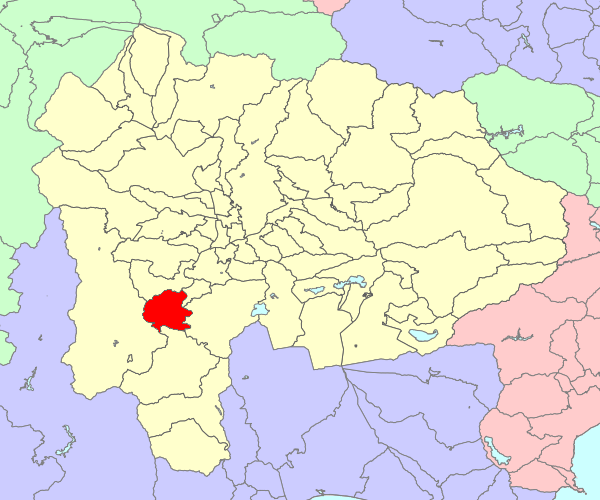
Localisation de Nakatomi dans la préfecture de Yamanashi (tracés territoriaux du 1er mars 2003).

Entités territoriales limitrophes à la date de la fusion du 13 septembre 2004. À sa fondation le 17 août 1954, Nakatomi est entouré à partir du sud, dans le sens horaire, des villages de Hara (ja) (原村), Shimoyama (ja) (下山村), Goka (ja) (五箇村), Misato (ja) (三里村) et Gokai (ja) (五開村), tous du même district de Minamikoma, et du bourg de Rokugō (六郷町) et du village de Kyōwa (ja) (共和村), tous deux du district de Nishiyatsushiro. Le 11 février 1955, Shimoyama est absorbé par le bourg de Minobu (身延町), tandis que le 1er avril, Gokai est absorbé par le bourg de Kajikazawa (鰍沢町). Le 30 septembre 1956, Goka, Misato et quatre autres villages sont fusionnés pour créer le bourg de Hayakawa (早川町), et Kyōwa est absorbé par le bourg de Shimobe (下部町).

## Histoire
Sous le système Ritsuryō, Nakatomi aurait fait partie du canton de Kawai (川合郷), dans le comté de Koma (ja) (巨摩郡). À la fin de la période Heian (794-1185), le clan Gen de Kai (ja) (甲斐源氏, Kai Gen-ji) s'est installé dans différentes parties du bassin de Kōfu. À Yōkaichiba (ja) (八日市場), plus tard fusionné à Hara, se trouve le temple Daishō-ji (大聖寺), fondé par Minamoto no Yoshimitsu (源 義光, 1045-1127), qui a créé le clan Gen de Kai. Bien que le clan Nanbu (南部氏), suffrageant des Gen de Kai, se soit étendu à la région de Kawauchi (correspondant au sud de la préfecture de Yamanashi actuelle), aucune trace d'influence de membres du clan n'ont pu être trouvées dans l'actuel Nakatomi. Selon un document de Shibuya Shigekado (渋谷 重門) daté du 15 octobre 1371, la section Nishijima (西嶋) de l'actuel Nakatomi, était détenue par Shibuya Shigekado, fondateur du clan Iriki'in (ja) (入来院氏), et depuis lors jusqu'à la fin du XVe siècle, la région est contrôlée par le clan Shibuya (ja) (渋谷氏), qui comprend les Iriki'in.
Pendant l'époque Sengoku (1477-1573), le clan Anayama (穴山氏), vassal du clan Takeda (武田氏), responsables de la province de Kai, a remplacé le clan Nanbu, et le clan Anayama, qui a monté en puissance, s'est opposé au clan Takeda, mais s'est finalement soumis au clan Takeda. Lorsque le clan Takeda est tombé en mars 1582, la guerre de Tenshō-Jingo (ja) (天正壬午の乱) éclate sur les fiefs des Takeda dans les provinces de Kai et de Shinano. Le clan Anayama et d'autres vassaux des Takeda étaient sous le commandement de Tokugawa Ieyasu (徳川家康) et se sont battus contre le clan Hōjō postérieur dans la province de Sagami. Okabe Masatsuna (ja) (岡部 正綱), un vassal de Tokugawa, entre dans la province de Kai depuis la province de Suruga et fait construire le château de Suganuma (菅沼城) à Terasawa (寺沢), dans la section Shizukawa de l'actuel Nakatomi. Lorsque l'ensemble du Kai passe sous le contrôle de Ieyasu, le château de Suganuma remplace la résidence de Shimoyama (下山館) en tant que centre administratif de la région de Kawauchi, mais est démoli par Ieyasu lorsqu'il quitte la région pour le Kantō.
À l'époque moderne, 20 villages sont créés, dont 18 sont placés dans le district de Kawauchi-ouest (西河内) du comté de Koma, tandis que ceux de Shimotanbara (下田原村) et Miyaki (宮木村) sont placés dans le district de Kawauchi-est (東河内) du comté de Yatsushiro (ja) (八代郡). Au début, tous les villages étaient sous le contrôle direct du Shogunat, mais en 1704, 18 villages (à l'exception de Shimotawara et Miyaki) sont rattachés au domaine de Kōfu (甲府藩). En 1724, tous les villages sont de nouveau placés sous le contrôle du shogunat, dans la magistrature de Kamiiida (上飯田代官). Après l'abolition de la magistrature de Kamiiida, les villages sont placés sous le contrôle du bureau de Kōfu (ja) (甲府代官所), et en 1794, sous le bureau d'Ichikawa (市川代官). Le bourg moderne de Nakatomi est créé le 17 août 1954 par la fusion des villages de Nishijima (ja) (西島村), Ōsunari (ja) (大須成村), Shizukawa (ja) (静川村) et Akebono (ja) (曙村), auxquels s'ajoute le village de Hara (ja) (原村) le 1er août 1955. Le 1er avril 1958, les Ōaza (ja) (sections de village) de Shimotanbara (下田原) et Miyaki (宮木) du bourg voisin de Shimobe sont intégrés à Nakatomi.
Le bourg étant situé dans une région montagneuse et disposant de peu de terres arables, il a tiré sa subsistance des ressources de la montagne, telles que la sylviculture, l'agriculture sur brûlis, la chasse et la culture du buisson à papier, un matériau utilisé pour la fabrication du papier japonais. Nishijima compte de nombreux artisans papetiers et produit du papier japonais appelé Nishijima-washi (ja) (西嶋和紙). Le long du fleuve Fuji, on trouve également des berges, qui ont longtemps permis le transport maritime le long de la Fuji. La la route de Kawauchi, le Sunshū Ōkan (ja), qui reliait les provinces de Kai et de Suruga, longe le fleuve Fuji, et les zones situées le long de la route se sont développées pour devenir des auberges et des relais. Le 13 septembre 2004, après des ententes avec les différents conseils municipaux, le bourg de Nakatomi et ceux de Minobu (身延町) et de Shimobe (下部町) sont fusionnés pour créer le nouveau bourg de Minobu,,.

## Démographie
En 2000, la municipalité comptait 4 477 habitants.

## Culture et patrimoine
- Village du papier japonais de Nakatomi (なかとみ和紙の里)
- Villages des stèles (句碑の里)

## Personnes notables
- Kōmei Mochizuki (ja) (望月 幸明, Mochizuki Kōmei?, 1924-2020), homme politique, 4e gouverneur de la préfecture de Yamanashi (ja) (1979-1991), y est né.